# Tuscan
Tuscan est d'un cultivar de pommiers domestiques colonnaire de première génération.

## Synonyme

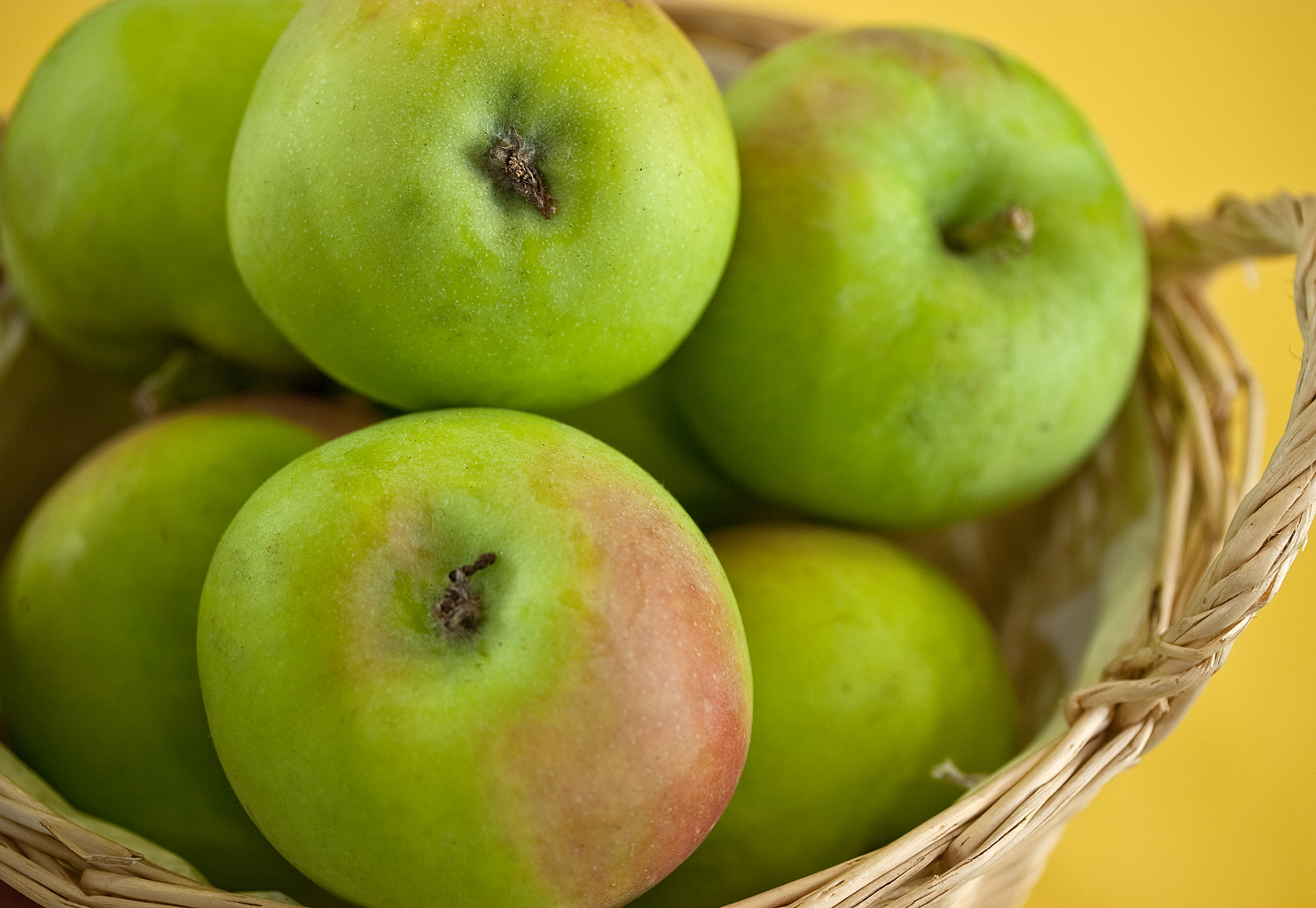
Bolero (syn. Tuscan).

- Bolero.

## Origine
East Mailing Research Station, Maidstone, Kent, Angleterre, 1989

## Fruit
- Calibre: mi-gros
- Peau: jaune-vert

## Parenté
- Sélection du croisement  'McIntosh Wijcik' (s10s25) x 'Greensleeve' (s2s5)
- Descendants colonnaires:
  - Rhapsodie = UEB2345/1 x Tuscan, (résistant aux races communes de tavelure)
  - Sonate = Vanda x Tuscan, (résistant aux races communes de tavelure)
  - Rondo = UEB2345/1 x Tuscan, (résistant aux races communes de tavelure)
  - Starcats = Tuscan x Elstar
  - Cactus = Topaz x Tuscan, (résistant aux races communes de tavelure)

## Pollinisation
- Variété diploïde, donc participant à la pollinisation croisée
- Floraison groupe B[2]
- S-génotype: s5s10[3],[4]

## Maladies
- assez susceptible aux maladies du pommier ; dans les jardins on lui préfèrera donc ses descendants résistants aux races communes de tavelure.

## Culture
- Port colonnaire hérité du mutant McIntosh 'Wijcik'.
- Fructification: considéré de type spur[5], donc taille courte
- Consommation: septembre/ octobre